# Ivan Gubijan
Ivan Gubijan (en cyrillique : Иван Губијан ; né le 14 juin 1923 à Bjelovar et mort le 4 janvier 2009 à Belgrade) est un athlète yougoslave, spécialiste du lancer du marteau. Concourant pour le Partizan Belgrade, il mesurait 1,82 m pour 73 kg.

## Carrière

### Palmarès
| Date | Compétition           | Lieu       | Résultat | Performance |
| ---- | --------------------- | ---------- | -------- | ----------- |
| 1948 | Jeux olympiques d'été | Londres    | 2e       | 54,27 m     |
| 1950 | Championnats d'Europe | Bruxelles  | 4e       | 53,44 m     |
| 1951 | Jeux méditerranéens   | Alexandrie | 2e       | 51,91 m     |
| 1954 | Championnats d'Europe | Berne      | 7e       | 56,75 m     |

### Records
| Épreuve           | Performance | Lieu | Date |
| ----------------- | ----------- | ---- | ---- |
| Lancer du marteau | 59,69 m     |      | 1955 |